# Mercedes-Benz

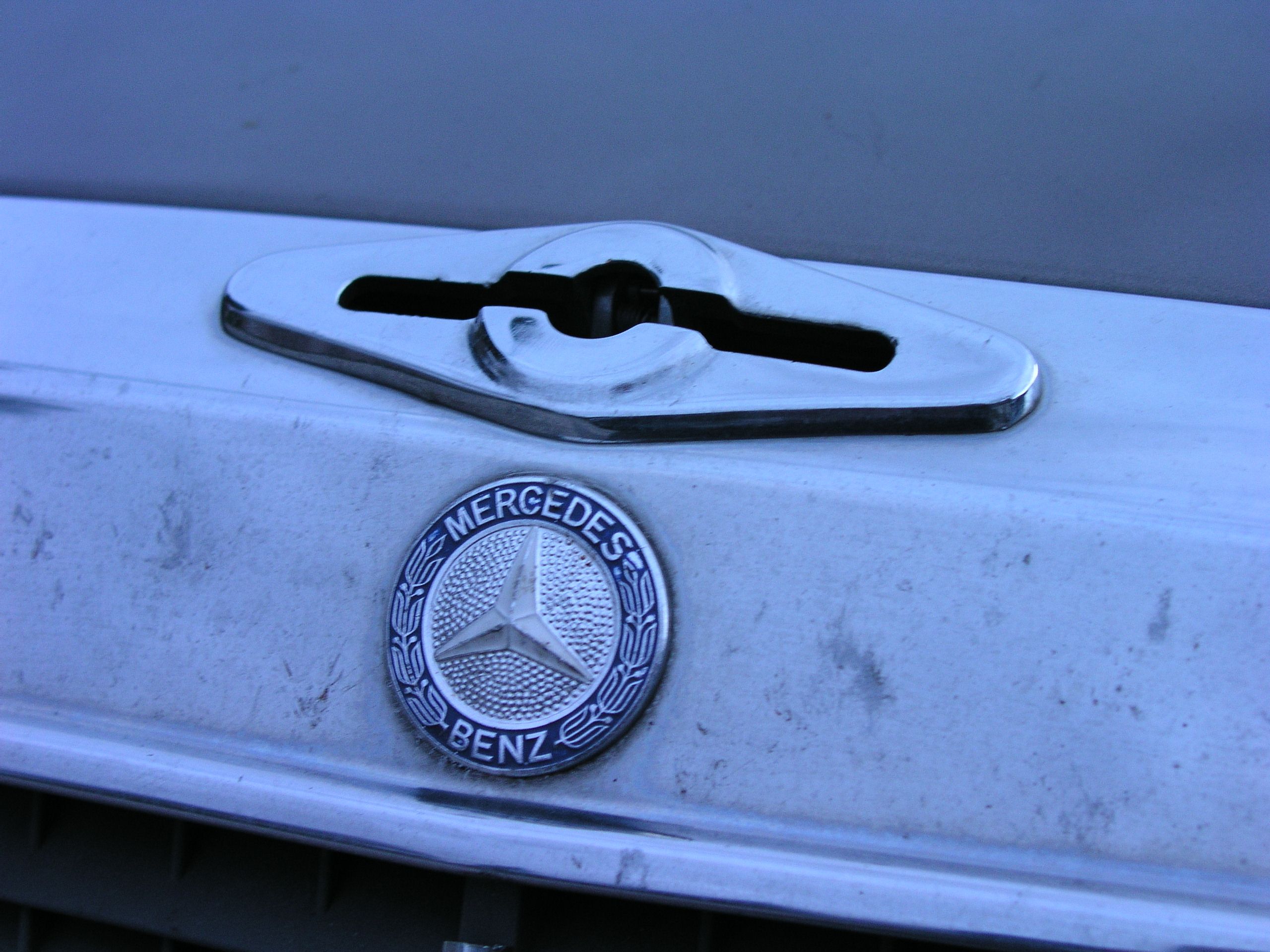
Prima versione della stella di Mercedes-Benz

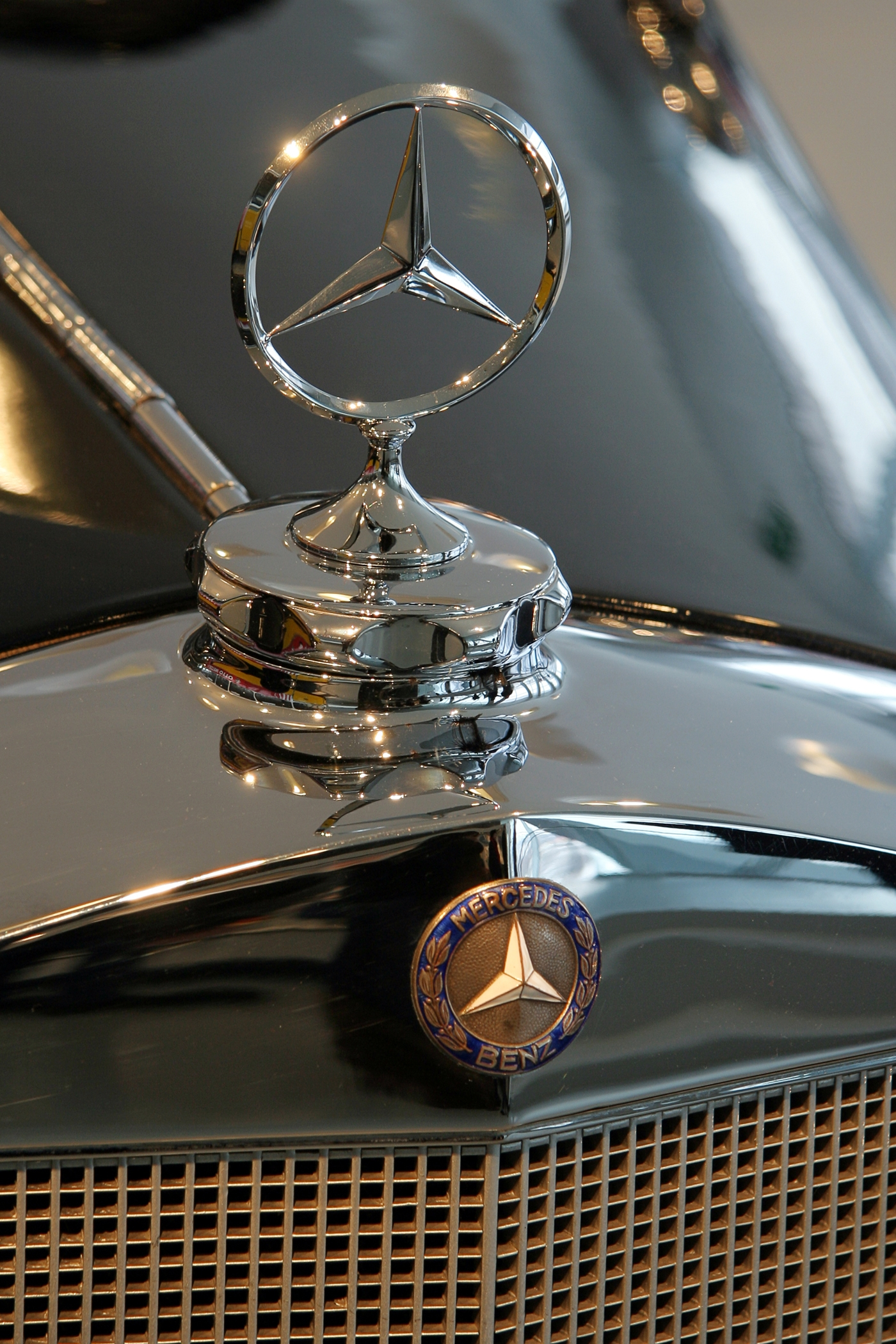
Seconda versione della stella di Mercedes-Benz

Mercedes-Benz (pronunciato: [mɛɐ̯ˈtseːdəsˌbɛnts]) è un marchio commerciale utilizzato da vari produttori nel tempo. Il suo primo utilizzo risale al 1926 dopo la fusione della Daimler-Motoren-Gesellschaft (che dal 1902 utilizzava il nome Mercedes per le sue autovetture) con la Benz & Cie. e la conseguente creazione del gruppo Daimler-Benz. Il marchio è stato di proprietà della Daimler-Benz dal 1926 al 1998 e della DaimlerChrysler dal 1998 al 2007. Nel 2007, a seguito del disimpegno della Daimler dal gruppo nato dall'unione con la Chrysler, Mercedes-Benz è il marchio della nuova Daimler AG unitamente a Maybach, McLaren (fino al 2009) e Smart.
Lo stemma, collocato sul cofano motore delle vetture, rappresenta una stella a tre punte, segno distintivo della Daimler, circondata dalla corona d'alloro della Benz e dalle parole Mercedes-Benz, sempre sulla corona esterna. Il nome "Mercedes-Benz" era stato utilizzato già nel 1924 per la creazione di una prima rete di vendita in comune tra le due aziende.
L'origine di questa stella viene da una cartolina dove Gottlieb Daimler aveva disegnato una stella a 3 punte che rappresentava la capacità di utilizzo del suo motore per terra, aria e mare.
Nel 2019 Daimler ha deciso di creare la divisione autonoma Mercedes-Benz AG, appositamente per seguire la produzione di autovetture e veicoli commerciali, mentre le divisioni autocarri e autobus diventano Daimler Truck AG. Mercedes-Benz AG è membro dell'Istituto europeo per le norme di telecomunicazione (ETSI).

## Storia
La storia del marchio Mercedes-Benz è stata molto intensa, per via degli eventi storici, politici, economici e sociali che si sono incrociati con la sua continua ricerca e sperimentazione di soluzioni d'avanguardia per potersi confermare ai massimi livelli della produzione mondiale.
Dopo pochi anni di vita ha dovuto fare prima i conti con la Grande depressione del 1929 e poi, nel 1933, con l'avvento del nazismo e infine con la seconda guerra mondiale, periodo durante il quale si convertì peraltro alla produzione bellica.

## Denominazione dei veicoli Mercedes-Benz
Fino al luglio 1993 la denominazione usuale dei modelli Mercedes era composta da 3 cifre che rappresentavano la cilindrata del veicolo e da una o più lettere che ne caratterizzavano la motorizzazione e la tipologia. Dalla denominazione 200 D, ad esempio, si poteva desumere la motorizzazione diesel di 2 000 cm³ e l'appartenenza alla classe delle berline.
Da quell'anno in poi gli autoveicoli Mercedes si dividono in classi a seconda del tipo e dell'appartenenza a ognuna di esse. Attualmente quelle in vendita sono: A (berlina a 2 e 3 volumi), B (monovolume), C (berlina e station wagon), E (berlina e station wagon), S (berlina), G (fuoristrada), V (monovolume), CLA (coupé a 4 porte e shooting brake), CLE (coupé a 4 porte e cabriolet), GLA (crossover SUV), GLB (crossover SUV), GLC (SUV), GLE (SUV), GLS (SUV), EQA (SUV elettrico), EQB (SUV elettrico), EQE berlina (berlina elettrica), EQE SUV (SUV elettrico), EQS berlina (berlina elettrica), EQS (SUV elettrico), EQT (Monovolume elettrico) e EQV (monovolume elettrico). Nel catalogo Mercedes sono presenti anche la Mercedes-AMG SL Roadster e la Mercedes-AMG GT Coupé, quest'ultime progettate interamente dalla divisione sportiva AMG.
Di seguito una lista di alcuni dei modelli Mercedes, inclusi quelli usciti fuori produzione.
- La Classe A è una vettura di segmento C che rappresenta la gamma d'accesso della casa tedesca. Ha sostituito nel 2012 il modello precedente, che era invece una vettura di tipo piccola monovolume. Nel 2018 ne è stata presentata la quarta generazione, disponibile anche in versione berlina 3 volumi.
- La Classe B è una monovolume che condivide il pianale con la sorella minore Classe A e come quest'ultima, insieme alla Classe CLA e la Classe GLA, ha la trazione anteriore.
- La Classe C è la classica berlina a 3 volumi di segmento D della Casa tedesca rinnovata completamente nel 2014 con due diversi frontali a seconda delle versioni. La Classe C è disponibile anche nelle versioni station wagon, coupé e cabriolet. Le sue concorrenti storiche sono la BMW Serie 3 e l'Audi A4.
- La Classe CLA, o più semplicemente CLA (sigla di progetto C117) è una coupé a 4 porte prodotta a partire dal 2013. Nel 2015 ne viene presentata la versione Shooting Brake e nel 2019 ne viene presentata la seconda generazione. È disponibile anche con motorizzazioni AMG: La AMG CLA 45s 4Matic+ monta il 4 cilindri benzina più potente del mondo, 421 cavalli per 2 litri di cilindrata.
- La Classe CLS nasce sulla base della Mercedes-Benz Classe E. Il lancio è avvenuto nell'autunno del 2004. L'idea della casa tedesca era quella di creare una berlina con una linea talmente filante da confondersi con una coupé. Questo concetto fa diffondere un vero e proprio nuovo segmento di vetture: le coupé a 4 porte. Nel 2010 è entrata in commercio la seconda serie e nel 2014 è stata proposta la variante Shooting Brake. Dal 2018 è in commercio la terza serie, disponibile solo in versione coupé a 4 porte. Le sue concorrenti principali sono la BMW Serie 6 Gran Coupé e la Audi A7.
- La Classe E, della quale è stato presentato il nuovo modello nel 2016 (sottoposto poi a restyling nel 2020 per seguire il nuovo corso stilistico della casa tedesca), è una grossa berlina di segmento E, ma anche uno dei pilastri della produzione. Linea elegante, motori ecologici, interni e dispositivi tecnologici di prima necessità. È disponibile inoltre nelle versioni station wagon (anche con trazione integrale permanente 4Matic), coupé e cabriolet. Dalla quarta generazione ne è disponibile una versione fuoristrada derivata dalla station wagon, con l'obiettivo di fare concorrenza all'Audi A6 Allroad.
- La Classe G (G sta per Geländewagen, cioè fuoristrada) viene prodotta fin dal 1979 in diverse serie. Rappresenta un fuoristrada sportivo dalle prestazioni eccezionali.
- La Classe GLA (progetto X156) è un crossover introdotto nel 2014. Condivide lo stesso pianale della Classe A, della Classe B e della Classe CLA. Nel 2018 ne è stata presentata la seconda generazione.
- La Classe GLK (nome di progetto X204) è un SUV di fascia medio-alta prodotto dal 2008 al 2015, anno in cui è stato sostituito dalla GLB.
- La Classe GLC sostituisce la GLK e viene prodotta anche con carrozzeria coupé, sulla scia della BMW X4. Nel 2020 viene sottoposta a restyling.
- La Classe GLE, in precedenza denominata Classe M, è stata introdotta a partire dal 1997 e rappresenta un compromesso tra fuoristrada e SUV (la sigla precedente, infatti, stava per Mehrzweck Leich, ovvero multiuso leggero), mentre nelle successive edizioni, con la scomparsa del telaio sostituito dalla carrozzeria portante e di molti optionals di protezione fuoristradistici, acquista connotazioni da SUV di fascia alta. La GLE viene prodotta, come la GLC, anche con carrozzeria coupé per contrastare la BMW X6. Nel 2015 ha assunto la denominazione attuale e dal 2020 è in commercio la quarta serie.
- La Classe GLS, precedentemente nota come Classe GL, è un SUV di lusso (segmento F) prodotto a partire dal 2006. Nasce per fronteggiare il proliferare di alcuni SUV di taglia XL che stavano diffondendosi in Europa e in Nordamerica, ad esempio la Range Rover Sport e la Cadillac Escalade. Dal 2006 al 2012 è stata prodotta la prima generazione, indicata con la sigla X164, mentre con la sigla X166 è indicata la seconda generazione, che in seguito a un restyling nel 2015 ha assunto la denominazione attuale, divenendo di fatto la prima serie della Classe GLS. Dal 2019 è in produzione la seconda serie della GLS, la cui sigla è X167, disponibile anche in versione Maybach.

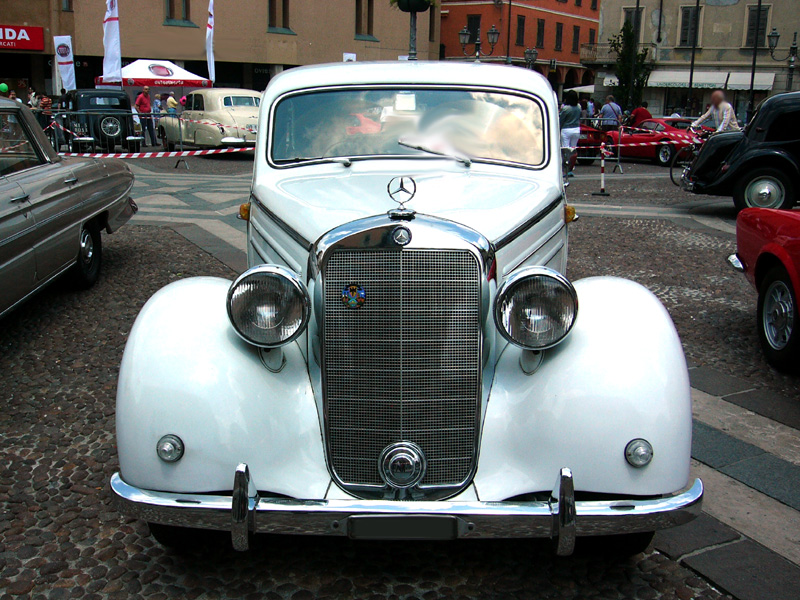
Mercedes 170 S (1940)

- La Classe S è la grande berlina ammiraglia da sempre punto di riferimento della sua categoria per classe e stile inconfondibili. Proposta in due carrozzerie, normale e lunga, è sempre ai vertici, per sicurezza, prestazioni, tecnologia e comfort. Mercedes nel 2008 ha presentato in vari saloni versioni ibride ed ecologiche di questo modello con l'intento di sottolineare il suo impegno nella creazione di vetture capaci di rispettare l'ambiente a prescindere dalla classe e dalla categoria. È prodotta anche in versione, coupé (costituendo in questo caso la Classe CL: C140, C215, C216), in versione limousine e cabriolet. Tutte le versioni sono disponibili con motorizzazioni AMG: S 63 (5,5 V8 biturbo) e S 65 (6,0 V12 biturbo). Dal 2015 è inoltre disponibile una lussuosissima versione a passo extralungo sotto il marchio Maybach. Nel 2020 ne viene presentata la settima generazione.
- La Classe SL è una serie di automobili sportive e di lusso equipaggiate esclusivamente con motori a benzina. L'acronimo SL deriva infatti dalle iniziali delle parole Sport e Leicht, che in tedesco significano Sportività e Leggerezza. Derivate dalla 300 SL da competizione presentata nel 1952 e dalla 300 SLR del 1955, dal 1954 a oggi sono state presentate 5 diverse generazioni di SL. R231 è la sigla della sesta generazione della Classe SL, un'autovettura roadster di lusso prodotta dalla Casa automobilistica tedesca Mercedes-Benz a partire dal 2011.
- La Classe SLK è una vettura appartenente al segmento delle roadster compatte, le cui principali concorrenti sono la BMW Z4 e l'Audi TT Roadster. SLK è l'acronimo di Sportlich (sportiva), Leicht (leggera) e Kompakt (compatta). Alla fine del 1996 uscì la prima generazione, con telaio R170, che venne sostituita dal nuovo modello del 2004, con telaio R171. Il 17 gennaio 2011 Mercedes-Benz lancia sul mercato europeo la terza generazione, con telaio R172. Nel 2016, con un restyling cambia nome in SLC, in vista del nuovo criterio di denominazione dei modelli Mercedes-Benz. Dal 2020 non è più in produzione.
- La SLS AMG, sigla di progetto C197, è un'autovettura sportiva alte prestazioni e a produzione limitata prodotta a partire dal 2010. Uscita fuori produzione nel 2014, al suo posto debutta la nuova AMG GT. La sigla SLS non indicava una parentela tecnica con la Classe S, ma significava Sport Leich Super. Cercando di raccogliere l'eredità del modello 300 SL degli anni '50, la SLS aveva inoltre le portiere ad ali di gabbiano. È stato l'ultimo modello della Stella a tre punte a montare il famoso motore V8 aspirato M159 da 6,2 litri (dichiarati 6,3).
- La Classe V è una monovolume prodotta dal 1996 su base Volkswagen Transporter. Dopo un periodo di inutilizzo che durava dal 2003, nel 2014 tale denominazione è stata rispolverata in occasione della terza generazione del modello, più lussuosa della precedente.
- La Classe X è un pick-up prodotto a partire da novembre 2017 che condivide la piattaforma con Renault Alaskan e Nissan Navara. A causa degli scarsi numeri di vendita, dal 2020 non è più in produzione.

### Gli altri veicoli marchiati Mercedes-Benz

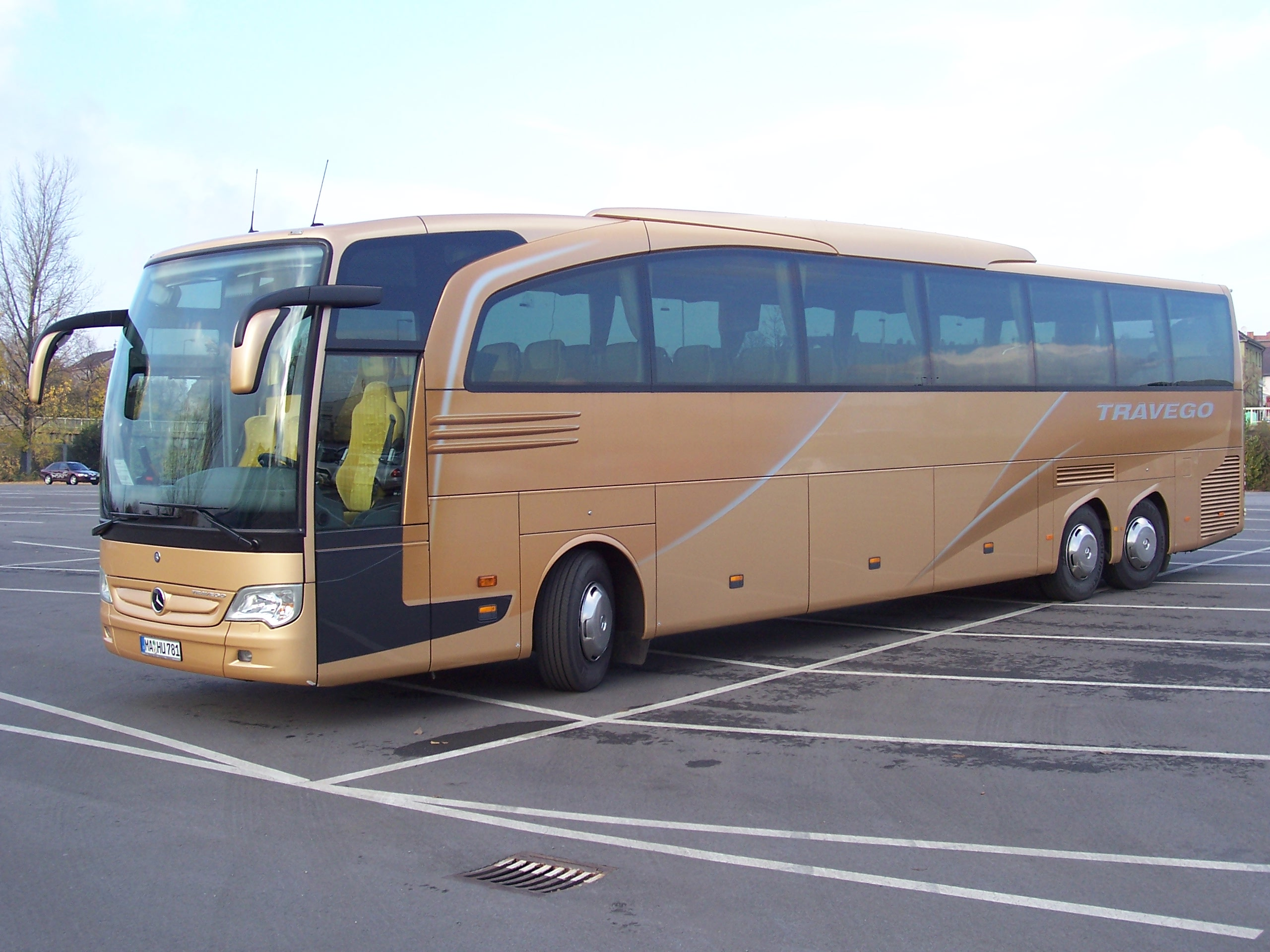
Un moderno Travego della Mercedes-Benz

Mercedes-Benz produce anche camion, autobus (Classe O), mezzi da lavoro e carri funebri basati sulla berlina di fascia alta Classe E (Pilato).
Dal 1990 il reparto AMG realizza modelli sportivi destinati alle competizioni del DTM e versioni sportive delle auto di serie. Questi prodotti speciali sono realizzati per lo più sulla base di modelli in commercio, che vengono consegnati dalla fabbrica centrale all'AMG che, dopo una lavorazione artigianale (ogni motore elaborato viene preparato da un unico operaio che, alla fine del processo, imprime la sua firma sopra il motore), riconsegna al cliente una macchina sensibilmente più sportiva (in assetto, motore, freni, interni, sedili e altri particolari). Attualmente nel reparto corse tedesco lavorano poco più di 650 dipendenti.
Nel 2014 è stata presentata la AMG GT, prima auto sviluppata interamente dalla AMG.

## Innovazioni recenti
Al salone dell'automobile di Francoforte del 2007 Mercedes ha presentato, quale innovazione tecnologica, un nuovo tipo di propulsore che unisce caratteristiche del classico motore a benzina con altre del motore diesel e il cui nome commerciale è Diesotto.
Per sottolineare l'impegno della casa di Stoccarda in materia di rispetto ambientale, al medesimo salone di Francoforte, Mercedes ha presentato una "Classe E" in versione Bluetec. Questo motore a gasolio, sviluppato in collaborazione con Audi, Jeep e Volkswagen, promette consumi sensibilmente ridotti ed emissioni in grado di rispettare le future norme antinquinamento Euro VI (in vigore dal 2014). Tale propulsore sarà offerto alla clientela in tutti i futuri modelli della Casa.
Da pochi anni a questa parte, Mercedes ha introdotto i motori con pacchetto "V-max": questi, destinati a vetture di lusso ad altissime prestazioni, equipaggiano tutti i modelli 63 e 65 AMG che promettono una velocità massima di 300 km/h autolimitati elettronicamente.

## Museo Mercedes
A Stoccarda nel 2006 è stato dedicato al marchio Mercedes Benz un nuovo museo, che sorge alle porte della città, vicino all'autostrada e di fronte ai cancelli dello storico stabilimento di Stoccarda-Unterturkheim. Attraverso 160 veicoli ripercorre i 120 anni della storia del marchio dall'invenzione dell'auto di Karl Benz, che depositò il suo brevetto per il primo veicolo a motore del 1886, fino ai tempi attuali, passando per le mitiche frecce d'argento di Juan Manuel Fangio. Il progetto è opera dello studio olandese UN studio che per approntare la complessa geometria del Museo non solo dal punto di vista formale ma anche da quello strutturale, ha elaborato 35 000 disegni in 3D. La pianta che può essere paragonata a un'elica, a un trifoglio oppure al logo Mercedes a tre punte, ruota intorno a uno spazio centrale triangolare dove sono collocati gli ascensori. L'edificio non presenta pareti dritte, ma pareti portanti a doppia curvatura e i sostegni sono a distanze superiori a quelle previste per un ponte autostradale. La pianta, come si diceva a forma di elica, vuole rappresentare la spirale del DNA a doppia elica, cioè con un doppio percorso di visita che, partendo dall'alto scende a spirale i nove piani dell'edificio come nel Museo Guggenheim (New York). I percorsi di visita come detto sono due: " Giro dei miti " e " Giro delle collezioni ", e in qualsiasi momento il visitatore può passare da un percorso di visita all'altro. La sofisticata struttura ha richiesto attenzione anche in facciata; infatti per le vetrate è stato utilizzato un vetro speciale rinforzato in fibre di carbonio.

## Veicoli prodotti

### Autovetture

#### Gamma attuale
- Classe A (W177)
- Classe B (W247)
- Classe C (W206/S206)
- Classe E (W214/S214)
- Classe S (W223)
- Classe CLA (C118/X118)
- Classe CLE (C236/A236)
- Classe CLS (C257)
- Classe G (W463)
- Classe GLA (H247)
- Classe GLB
- Classe GLC (X254/C254)
- Classe GLE (V167/C167)
- Classe GLS (X167)
- Classe V (W447)
- EQC, EQA, EQB, EQS, EQE
- EQV
- AMG GT
- AMG GT Coupé 4

#### I modelli del passato (dalle origini al 1950)
- Mercedes-Benz G4

#### I modelli del passato (dal 1950 in poi)
- W105 Ponton
- Mercedes-Benz Classe R (W251/BR251)
- W201
- Mercedes-Benz Classe C (W202, W203, W204, W205)
- Classe E (W120, W110, W114 e W115, W123, W124, W210, W211, W212, W213)
- Classe S (W180, W111 e W112, W108 e W109, W116, W126, W140, W220, W221, W222)
- Classe SL (190 SL, W113, R107, R129, R230, R231)
- Mercedes-Benz Classe V
- W107 SLC
- 300 SL Gullwing
- 300 SLR
- W186
- W100

### Autobus
Di linea urbani e suburbani
- Mercedes-Benz O305
- Mercedes-Benz O530 Citaro
- Mercedes-Benz O520 Cito
- Mercedes-Benz O345 Conecto
- Mercedes-Benz O405
- Mercedes-Benz O405N
- Mercedes-Benz CapaCity

Di linea interurbani
- Mercedes-Benz O530Ü Citaro
- Mercedes-Benz O405Ü
- Mercedes-Benz O407
- Mercedes-Benz O408
- Mercedes-Benz O500
- Mercedes-Benz O550Ü Integro
- Mercedes-Benz O345Ü Conecto
- Mercedes-Benz O303
- Mercedes-Benz O307
- Mercedes-Benz O404
- Mercedes-Benz Intouro

Gran Turismo
- Mercedes-Benz O303
- Mercedes-Benz O404
- Mercedes-Benz O510 Tourino
- Mercedes-Benz O560 Intouro
- Mercedes-Benz O500 Touro
- Mercedes-Benz O350 Tourismo
- Mercedes-Benz O580 Travego
- Mercedes-Benz O403

### Autocarri

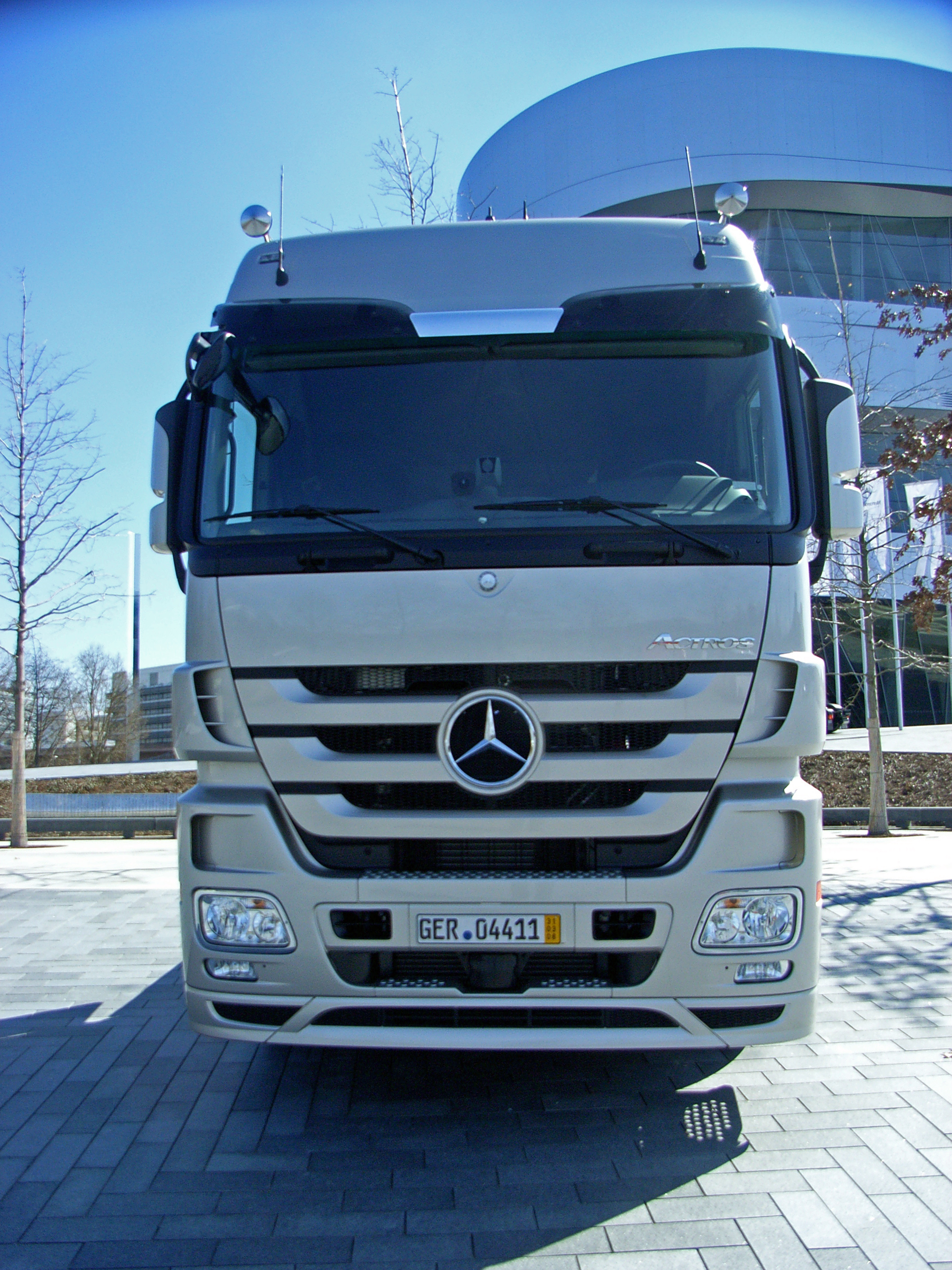
Un moderno Actros della Mercedes-Benz

- Actros
- Axor
- Atego
- Unimog
- Econic
- Zetros

### Veicoli commerciali leggeri
- Vito (I serie-II serie-III serie)
- T2
- T1
- Sprinter
- Vario
- Vaneo
- Citan

## Evoluzione del logo

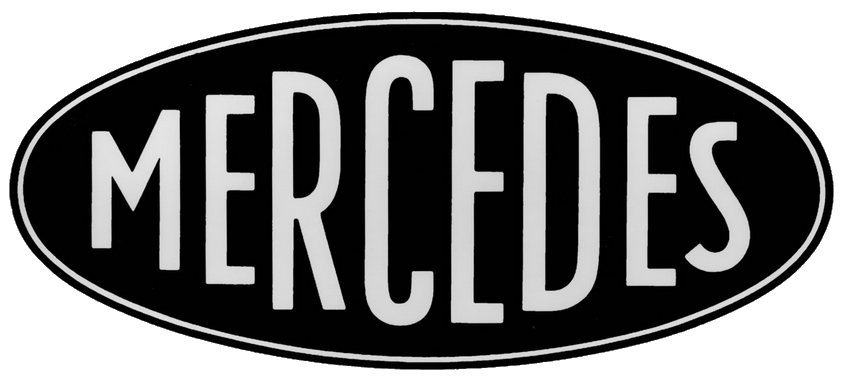
1902-1909
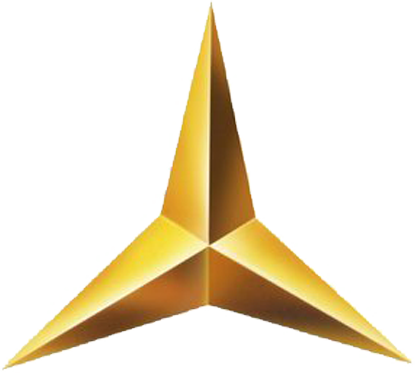
1909-1916
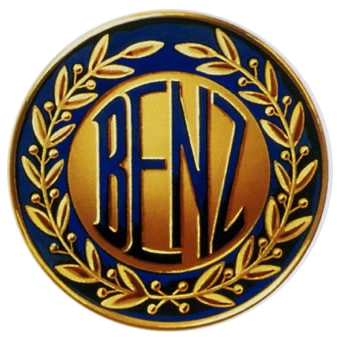
1909-1916
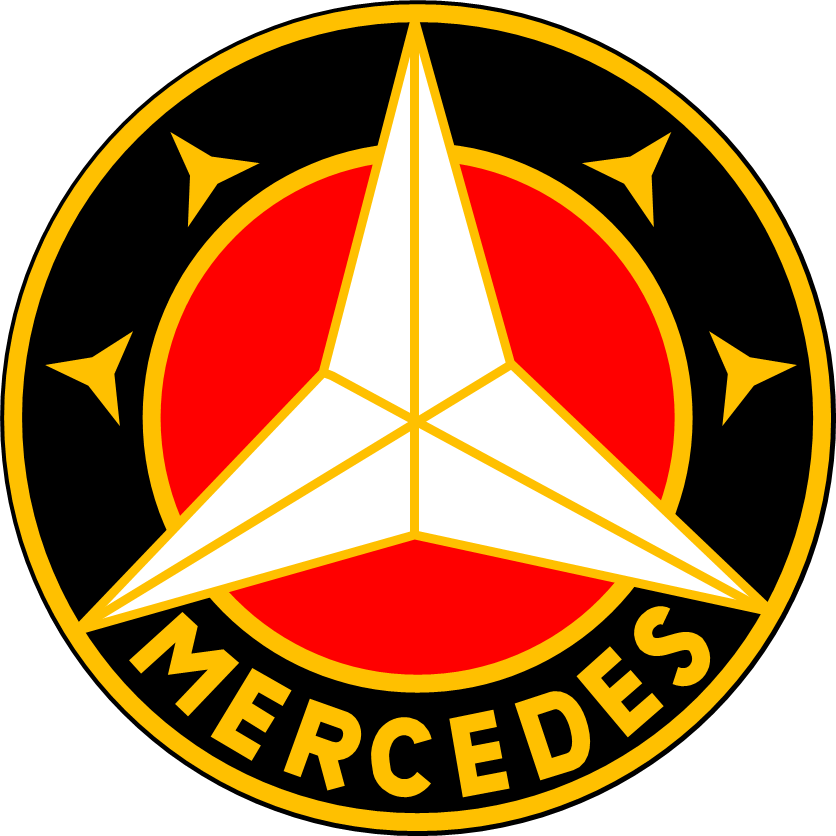
1916-1926
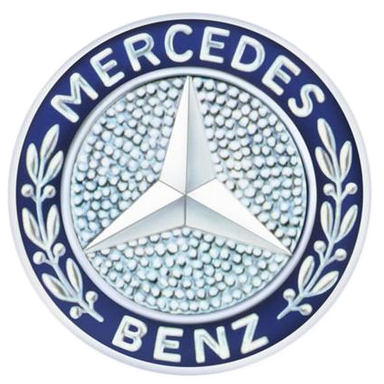
1926-1930
1930-1989
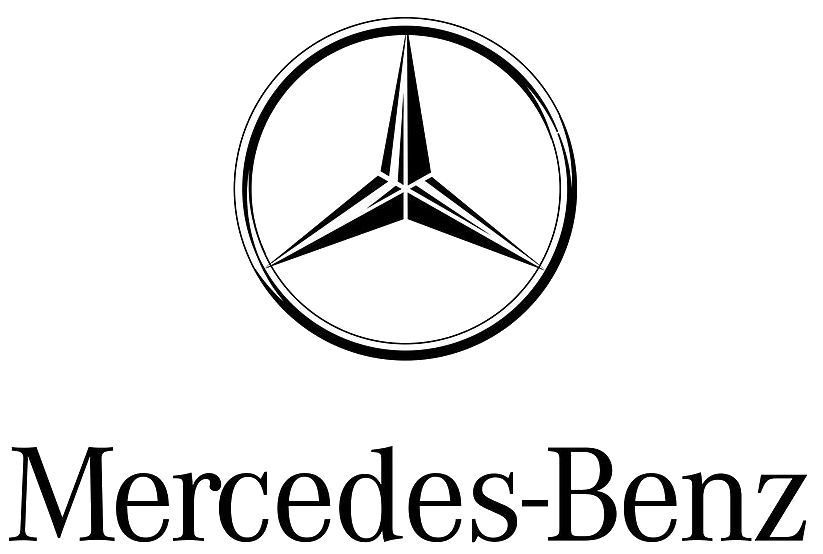
1989-2008
2010-oggi